# Outokumpu
Outokumpu es un grupo de compañías con sede en Espoo, Finlandia, dirigido al sector del acero inoxidable. La compañía tiene aproximadamente 8.000 empleados en alrededor de 30 países en todo el mundo. Por varias décadas Outokumpu era conocido principalmente como una compañía minera y metalúrgica, pero ahora la única mina operacional se encuentra en Kemi para la extracción de mineral de ferrocromo, que es directamente usado como una materia prima para la producción de acero inoxidable.

## Historia
En 1908, un gran depósito de mineral de cobre fue descubierto en Outokumpu, en el norte de Karelia. La compañía se desarrolló para explotar la mina ahora clausurada. En los años 1940 la compañía desarrolló el proceso de fundición flash para la fundición de cobre.
A finales de la década de 1980 la empresa entró en el mercado español, tras la adquisición en 1989 del grupo Ibercobre. Entre los activos que pasó a controlar se encontraba la planta que antiguamente controlaba la sociedad Pradera Hermanos en Zarátamo, así como el complejo industrial de SECEM en Córdoba. Outokumpu optó por segregar el antiguo conglomerado en nuevos negocios separados, como fue el caso de las instalaciones de Córdoba. La planta cordobesa de alambrón fue vendida a Río Tinto Minera en 1990, mientras que en 1994-1995 otra parte de las instalaciones serviría de base para la creación de una nueva empresa, Peninsular del Latón. Paralelamente, en 1992 había acordado con el grupo KM Europa Metall AG la creación de una empresa conjunta, Laminados Oviedo-Córdoba (Locsa), que tenía por objeto explotar sendas plantas de laminados de cobre en Lugones y Córdoba.
En 1992 British Steel Stainless se fusionó con la firma sueca Avesta (del municipio Avesta) para formar Avesta Sheffield, y en 2001 se fusionó con Outokumpu, convirtiendo este grupo en el tercer fabricante mundial de acero inoxidable del mundo en el momento. La nueva compañía era propiedad del Grupo Corus, inversores institucionales suecos y la compañía finlandesa Outokumpu. La nueva compañía fue denominada AvestaPolarit, con sede central en Estocolmo. En 2004 Outokumpu compró las acciones propiedad de Corus, así que AvestaPolarit se convirtió en una subsidiaria enteramente de Outokumpu. AvestaPolarit fue eliminada de las bolsas de Helsinki y Estocolmo, con una sola compañía denominada Outokumpu con sede en Espoo.
Hasta cerca de 2000, el volumen de negocios de los productos de cobre era mayor que el de los productos de acero inoxidable. La rama de negocios de cobre, excluyendo Copper Tube y la división Brass, fue vendida en 2005. Esta compañía (anteriormente llamada Outokumpu Cobre) es conocida como Luvata International. La rama de negocios de zinc fue fusionada con la compañía sueca Boliden pero después, en 2005, Outokumpu vendió todas las acciones en Boliden. Los activos de laminación en frío en Sheffield fueron clausurados el 31 de marzo de 2008, como una de las consecuencias de la amplia reducción de costos fijos de la empresa (en torno al 10%). La acería en Sheffield continúa produciendo material para productos largos. Copper Tube y la división Brass fueron vendidas la Grupo Cupori Oy en abril de 2008.
A final de septiembre de 2001, Outokumpu Technology finalizó la adquisición de Lurgi Metallurgie. En junio de 2006, Outokumpu Technology fue segregada como una entidad separada, denominada Outotec.

## Actividades

### Trabajos en Avesta
Avesta (Suecia) tiene una larga historia en la producción de acero, al igual que Sheffield en el Reino Unido. Aquí existe un taller de fundición, de laminación en caliente de chapa gruesa, laminación en caliente de bobinas de 2000 mm de ancho y trenes de laminación en frío.
Avesta ha desarrollado muchos grados de aceros inoxidables, aleaciones altamente austeníticas y grados dúplex, optimizados para una buena maleabilidad, soldabilidad y resistencia a la corrosión.

### Laminados en  Nyby
La Acería Nyby en Torshälla fue fundada en 1829 por Adolf Zetélius, pero en el lugar se produce acero desde el siglo XV cuando el obispo de la cercana Strängnäs fundó forjas de martillos en saltos de agua cercanos a Nyby. Nyby ha abandonado la producción de acero ordinario desde hace tiempo en favor de productos de acero inoxidable laminados en frío concentrándose en calidades especiales.

### Trabajos en Tornio
Las mayores plantas de fabricación están localizadas en los hornos integrados de Tornio Works, en la pequeña población de Tornio en la costa del Golfo de Botnia. Tornio Works produce bobinas laminadas en frío y laminadas en caliente, con una producción anual de un millón de toneladas. Su principal mercado es la UE. El 85% de la producción es para la exportación en todo el mundo. La planta de Tornio consiste en una fundición de ferrocromo, dos acerías, un tren de laminado en caliente y dos trenes de laminado en frío. La acería fue construida en 1975-1976. El primer producto de acero inoxidable salió de la fábrica en mayo de 1976.

### Fábricas en el Reino Unido
Outokumpu actualmente tiene tres plantas de fabricación en Reino Unido, en Sheffield, Stocksbridge y Blackburn.
En 1950 Firth Vickers y Samuel Fox establecieron un conjunto de trabajos de laminación en frío de acero inoxidable en Shepcote Lane, Sheffield (restricciones del gobierno impidieron la importación de equipos de los EE. UU.). En 1967 la industria fue nacionalizada, y las operaciones de acero inoxidable fueron incorporadas a la marca British Steel Stainless. Firth Vickers previamente había vendido su acero inoxidable bajo la marca "Staybrite".
En 2005, se anunció que la fábrica de laminación en frío en Shepcote Lane sería clausurada, con la pérdida de 600 empleos. La producción cesó en la primera mitad de 2006. Sin embargo, la compañía aún tiene operaciones en el Reino Unido, incluida una acería, trenes de laminación en frío y acabado y una red de distribución.
A final de marzo de 2008 la producción cesó en la planta de Stocksbridge, los trabajos fueron transferidos a la planta de Meadowhall acabando con 80 años de producción de laminados en Stocksbridge.